# Vilafranca de Mar
Vilafranca de Mar (nom occità) (en francès Villefranche-sur-Mer) és un municipi francès situat al departament dels Alps Marítims i a la regió de Provença – Alps – Costa Blava. L'any 1999 tenia 6.833 habitants.

## Geografia
Vilafranca de Mar és situada a la Costa Blava, entre Niça i Mònaco, a la vora del mar Mediterrani. La ciutat és al fons de la rada de Vilafranca (Villefranche), formada pel Cap de Niça i el Cap Ferrat.

## Demografia

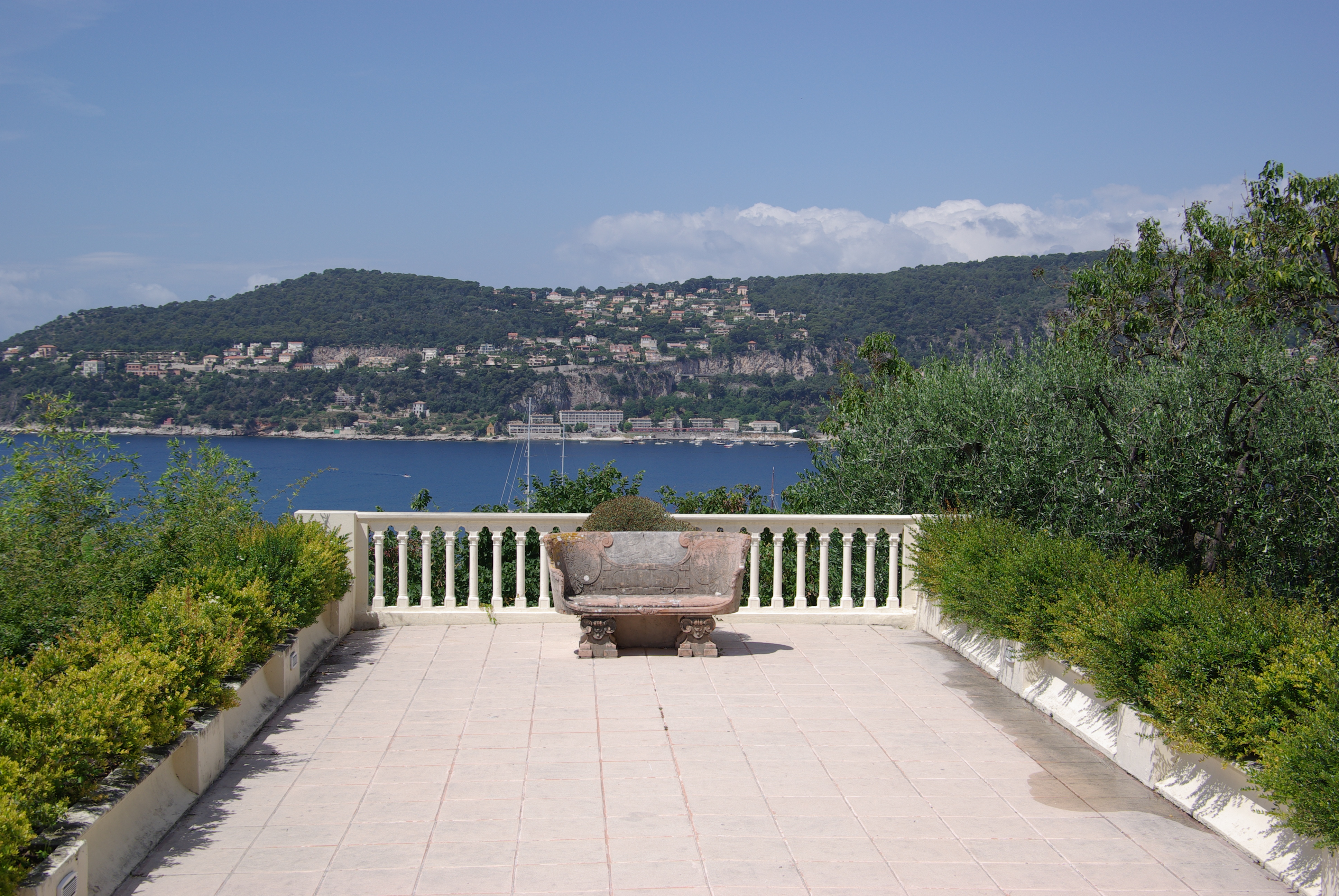
Vista des de la Villa Ephrussi de Rothschild, quedant la ciutat just al davant

| Evolució de la població Ehess |       |       |       |      |       |      |       |      |
| 1793                          | 1800  | 1806  | 1821  | 1831 | 1836  | 1841 | 1846  | 1851 |
| 2 117                         | 2 035 | 2 177 | 2 491 | -    | 2 574 | -    | 2 363 | -    |

| 1856  | 1861  | 1866  | 1872  | 1876  | 1881  | 1886  | 1891  | 1896  |
| ----- | ----- | ----- | ----- | ----- | ----- | ----- | ----- | ----- |
| 2 949 | 2 911 | 3 344 | 3 093 | 3 002 | 3 489 | 4 299 | 4 407 | 4 430 |

| 1901  | 1906  | 1911  | 1921  | 1926  | 1931  | 1936  | 1946  | 1954  |
| ----- | ----- | ----- | ----- | ----- | ----- | ----- | ----- | ----- |
| 5 042 | 4 425 | 4 741 | 3 184 | 5 323 | 5 152 | 5 014 | 4 407 | 5 039 |

| 1962  | 1968  | 1975  | 1982  | 1990  | 1999  | 2006 | 2011 | 2016 |
| ----- | ----- | ----- | ----- | ----- | ----- | ---- | ---- | ---- |
| 5 953 | 6 790 | 7 200 | 7 363 | 8 080 | 6 833 | -    | -    | -    |

| 2019 | - | - | - | - | - | - | - | - |
| ---- | - | - | - | - | - | - | - | - |
| -    | - | - | - | - | - | - | - | - |

## Administració
| Període   | Identitat         | Partit |
| --------- | ----------------- | ------ |
| 1947-1965 | Philippe Olmi     | CNIP   |
| 1965-1971 | Guy Perdoncini    |        |
| 1971-1995 | Gilbert Bastet    |        |
| 1977-1995 | Joseph Calderoni  |        |
| 1995-     | Gérard Grosgogeat | UMP    |

## Història
El lloc del que ara és Vilafranca i dels voltants de Bèuluec de Mar i de Sant Joan de Cap Ferrat ha estat assentat des de la prehistòria. Les tribus celto-ligures van recórrer la zona i van establir comunitats agrícoles als turons dels voltants. Els grecs i més tard la Roma antiga van utilitzar el port natural com a parada per anar als assentaments grecs al voltant de la Mediterrània occidental. Després de la conquesta de Gàl·lia per Juli Cèsar, els romans van construir una extensió de la via Aurèlia, que va passar per l'assentament de Montoliu.
A la caiguda de l'Imperi Carolingi de Carlemany, la zona formava part de Lotaríngia i posteriorment del Comtat de Provença. El 1295, Carles II, duc d'Anjou, aleshores comte de Provença, va atreure els habitants de Montoliu i voltants a establir-se més a prop del litoral per tal de protegir la zona de pirates. Per carta, va establir Villefranche com a "port lliure", per la qual cosa, atorgava privilegis fiscals i drets de tarifa portuària que van durar fins al segle xviii.
Cap al 1388, l'est de la província va passar a formar part del Ducat de Savoia com a conseqüència de la disputada successió a la reina Joana de Nàpols. Durant els següents 400 anys, la zona coneguda com a Comtat de Niça es va disputar fortament entre el Sacre Imperi del qual Savoia n'era un aliat i els francesos.
El 1543, els exèrcits franco-turcs van saquejar i van ocupar la ciutat després del setge de Niça, cosa que va provocar el duc Emmanuel Philibert a assegurar el lloc mitjançant la construcció d'una impressionant ciutadella i un fort al proper Mont Alban. A finals del segle xvii, la zona va recaure als francesos, però va ser retornada al Ducat de Savoia després de la Pau d'Utrecht.
Durant el segle xviii, la ciutat va perdre part de la seva importància marítima pel fet que el nou port es construís a Niça, però va romandre com a base militar i naval. El 1744, un exèrcit francès de la mà de Louis François I, Príncep de Conti va vèncer els regiments de Carles Manuel III de Sardenya a la Batalla de Villafranca a les altures de Mont Alban sobre la ciutat.
El 1793, els francesos van tornar a ocupar la ciutat de Villefranche i el comtat de Niça que era part del Regne de Sardenyava romandre part de l'Imperi Napoleònic fins al 1814, però va ser retornat al Regne de Sardenya pel Congrés de Viena.
El 1860, com a conseqüència del Risorgimento, va ser donada a França mitjançant un tractat arran d'un plebiscit.
A finals del segle xix, s'havia convertit en una base important de la Rússia Imperial, i Rússia va establir un laboratori oceanogràfic en l'antic llatzaret.
El lloc també va ser la residència d'hivern per a visitants de Leopold II de Bèlgica i de Béatrice Ephrussi de Rothschild.
La badia de Vilafranca destaca per assolir una profunditat significativa a poca distància de la costa. Com a resultat, s'ha convertit amb els anys en un port important. Des de la Primera Guerra Mundial, l'Armada dels Estats Units hi va establir una base regular, fent de Vilafranca el port principal de la 6a Flota dels EUA des de 1948 fins al febrer de 1966, quan el president francès Charles de Gaulle va retirar França de l'OTAN i va demanar la sortida de les forces nord-americanes. Just abans de 1966, el vaixell insígnia de la Sisena Flota feia la rotació entre USS Springfield i USS Little Rock. Des de la dècada de 1980, la rada de Villefranche ha estat utilitzada pels creuers. És el port d'escala de creuers més visitat de França.

## Fills il·lustres
- Pierre Fleta (1925-2010), tenor i professor de cant.

## Agermanaments
- Nieuwpoort
- Bordighera
- Villafranca d'Asti
- Plan-les-Ouates
- Reiskirchen